# Marburg (Africa de Sud)
Marburg este un oraș din Africa de Sud.